# Faustulus
För den manikeiske biskopen, se Faustus från Mileve

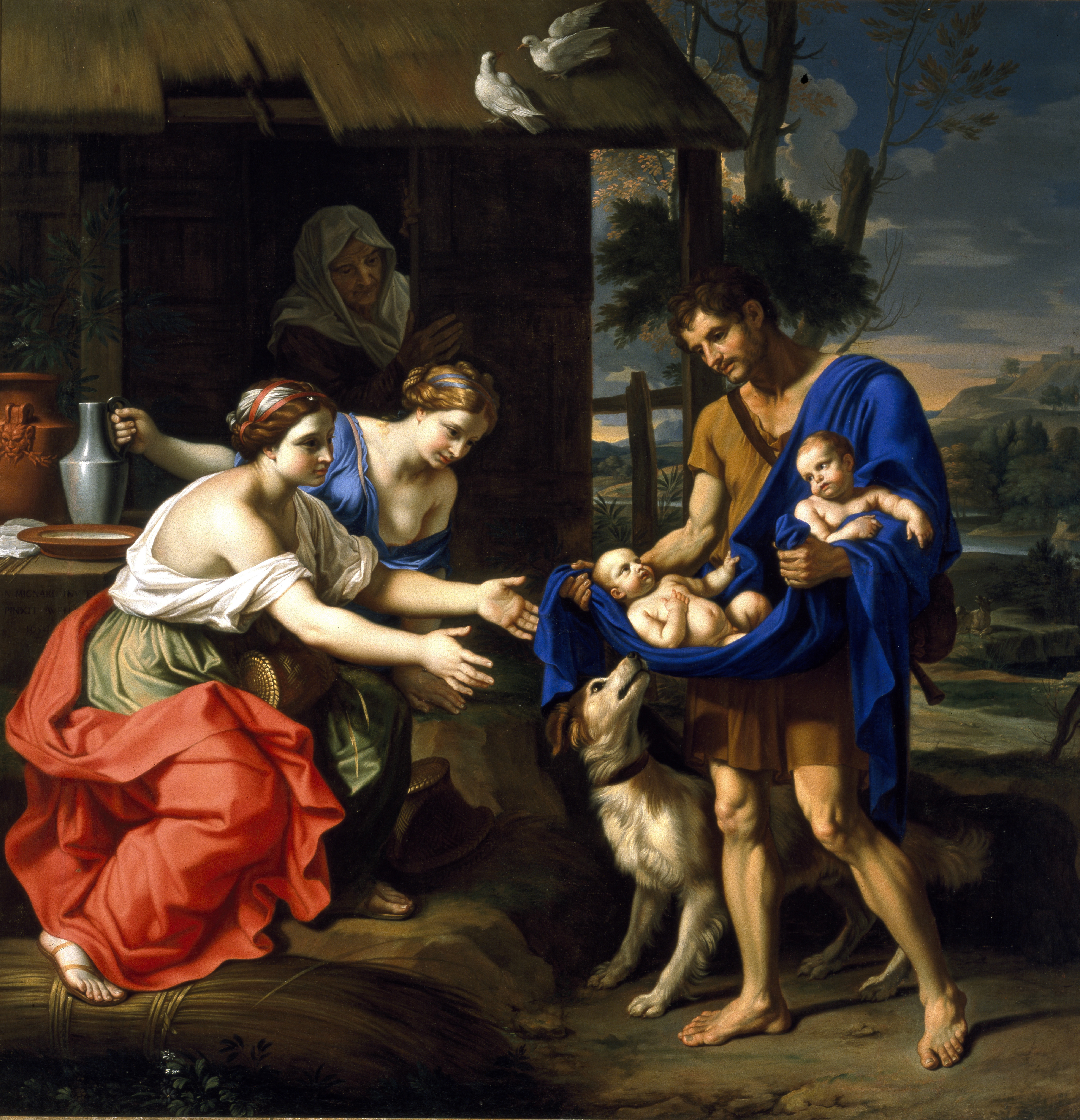
Faustulus lämnar Romulus och Remus till Acca.

Faustulus var enligt romersk mytologi en herde på Palatium som fann Romulus och Remus diande en varginna och förde dem till sin hustru Acca Larentina som uppfostrade dem.